# Petrușivka, Icinea
Petrușivka (în ucraineană Петрушівка) este localitatea de reședință a comunei Petrușivka din raionul Icinea, regiunea Cernihiv, Ucraina.

## Demografie
Componența lingvistică a localității Petrușivka
     Ucraineană (98,26%)
     Rusă (1,39%)
     Alte limbi (0,35%)
Conform recensământului din 2001, majoritatea populației localității Petrușivka era vorbitoare de ucraineană (98,26%), existând în minoritate și vorbitori de rusă (1,39%).